# United States Battle Fleet
L’United States Battle Fleet (ou Battle Force) est une flotte de la marine des États-Unis opérant dans le cadre de la flotte des États-Unis au début du XXe siècle et jusqu'au début de la Seconde Guerre mondiale.

## Histoire
Les cuirassés sont placés en 1944 sous le commandement des Battleship Squadron 1 et 2

## Commandants

### Battle Fleet(COMBATFLT)
| Date                                 | Incumbent                    |
| ------------------------------------ | ---------------------------- |
| 5 juillet 1921 - 30 juin 1923        | Admiral Edward W. Eberle     |
| 30 juin 1923 - 14 octobre 1925       | Admiral Samuel S. Robison    |
| 14 octobre 1925 - 4 septembre 1926   | Admiral Charles F. Hughes    |
| 4 septembre 1926 - 10 septembre 1927 | Admiral Richard H. Jackson   |
| 10 septembre 1927 - 26 juin 1928     | Admiral Louis R. de Steiguer |
| 26 juin 1928 - 21 mai 1929           | Admiral William V. Pratt     |
| 21 mai 1929 - 24 mai 1930            | Admiral Louis M. Nulton      |
| 24 mai 1930 - 1er avril 1931         | Admiral Frank H. Schofield   |

### Battle Force(COMBATFOR)
| Date                                | Incumbent                   |
| ----------------------------------- | --------------------------- |
| 1er avril 1931 - 15 septembre 1931  | Admiral Frank H. Schofield  |
| 15 septembre 1931 - 11 août 1932    | Admiral Richard H. Leigh    |
| 11 août 1932 - 20 mai 1933          | Admiral Luke McNamee        |
| 20 mai 1933 - 1er juillet 1933      | Admiral William H. Standley |
| 1er juillet 1933 - 15 juin 1934     | Admiral Joseph M. Reeves    |
| 15 juin 1934 - 1er avril 1935       | Admiral Frank H. Brumby     |
| 1er avril 1935 - 30 mars 1936       | Admiral Harris Laning       |
| 30 mars 1936 - 31 décembre 1936     | Admiral William D. Leahy    |
| 2 janvier 1937 - 29 janvier 1938    | Admiral Claude C. Bloch     |
| 29 janvier 1938 - 24 juin 1939      | Admiral Edward C. Kalbfus   |
| 24 juin 1939 - 6 janvier 1940       | Admiral James O. Richardson |
| 6 janvier 1940 - 31 janvier 1941    | Admiral Charles P. Snyder   |
| 31 janvier 1941 - 20 septembre 1942 | Vice Admiral William S. Pye |